# Karang (Sekaran)
Karang is een bestuurslaag in het regentschap Lamongan van de provincie Oost-Java, Indonesië. Karang telt 780 inwoners (volkstelling 2010).